# USS Anzio (CG-68)
USS Anzio (CG-68) dvadeset i druga je raketna krstarica klase Ticonderoga u službi američke ratne mornarice, i drugi brod koji nosi to ime.

## Vanjske poveznice
- anzio.navy.mil  Arhivirana inačica izvorne stranice od 14. studenoga 2009. (Wayback Machine)